# Городское поселение Приволжский
Городское поселение Приволжский — муниципальное образование (городское поселение) в составе Волжского района Марий Эл Российской Федерации.
Административный центр поселения — посёлок городского типа Приволжский.

## История
Статус и границы поселения установлены Законом Республики Марий Эл от 18 июня 2004 года № 15-З «О статусе, границах и составе муниципальных районов, городских округов в Республике Марий Эл».

## Численность населения
| 2010  | 2011  | 2012  | 2013  | 2014  | 2015  | 2016  |
| ----- | ----- | ----- | ----- | ----- | ----- | ----- |
| 4204  | ↗4218 | ↘4153 | ↘4045 | ↘3997 | ↘3953 | ↗3974 |
| 2017  | 2018  | 2019  | 2020  | 2021  | 2023  |       |
| ↗3977 | ↘3939 | ↘3909 | ↘3855 | ↘3830 | ↘3737 |       |

## Состав поселения
В состав поселения входят 1 посёлок городского типа и 2 деревни:
| № | Населённый пункт | Тип населённого пункта      | Население |
| - | ---------------- | --------------------------- | --------- |
| 1 | Приволжский      | пгт, административный центр | ↘3698     |
| 2 | Александровка    | деревня                     | ↘3        |
| 3 | Красная Горка    | деревня                     | ↘42       |